# 崔錦棠
崔錦棠（英語：Tony Chui Kam Tong，1969年6月10日—），前香港三項鐵人代表隊成員及教練，於1996年退役，前香港有線電視足球評述員，於2013年9月加盟香港無綫網絡電視TVB體育台任體育節目主持。2015年開始轉為香港無綫電視基本藝人合約藝員，參與劇集演出。
崔錦棠效力有線電視時，在足球台及體育台旁述足球直播賽事及主持足球節目。主要評述西甲賽事，並與主持體育節目體育王，他亦曾評述世界盃及歐洲國家盃等重要賽事，除足球賽事外， 亦擔任亞運會及冬季奧運會等大型體育賽事之主持工作。2014年為無綫巴西世界盃低俗講波團作足球旁述。

## 背景

### 早年生活
崔錦棠於旺角李寶椿母嬰健康院出生，有一兄三妹。父親任職澳門葡京酒店餐飲部。崔曾在澳門居住兩年，且在該處入住托兒所。其後移居慈雲山，至四至五歲左右搬到旺角黑布街的唐樓居住，就讀東華三院姚達之紀念小學。小學五年級搬到葵涌祖堯邨定居。他曾就讀祖堯天主教小學。就讀中一期間留級一年。中四時曾一度轉讀迦密愛禮信中學三星期，後在原校荔景天主教中學完成文科班會考課程。他的中學成績一般，在香港中學會考中只取得3分。但在體育方面表現比較優秀，例如曾於校內水運會奪得男子丙組50米背泳金牌。此外是校內田徑隊及足球隊成員。

### 個人發展
中學畢業後，他到香港專業教育學院黃克競分校修讀了西廚課程一年，李錦聯為其老師。同期在必勝客當兼職薄餅製作員和在香港希爾頓酒店的咖啡店及水果房當初級廚師。1988年至1990年間曾於徐克電影工作室任職文員，客串電影《中日南北和》。期間在一間小型唱片公司當過助理。及後為代表香港出賽，轉往國泰航空公司任職文員，以便用平價購買機票。直至1992年開始擔任香港三項鐵人總會體育幹事並兼任青年軍教練。
崔錦棠往後曾自我進修，分別於廣州體育學院和香港大學專業進修學院修讀體育教師課程及體育管理文憑（1992年至2002年）。而其運動員生涯於1996年結束，原因在於不喜歡體育政治文化和自己的比賽成績一般。此前在1986至1987球季，他加入了愉園青年軍，同期足球隊友有黃志強。另外，也在1986年開始加入南華田徑隊，同時到大快活當兼職廚房服務員。之後在1992年由於加入屈臣氏集團人事部康樂組任體育推廣工作一年多而轉投屈臣氏田徑會，主項三千米障礙賽。直至1988年，崔首次參加全港青少年三項鐵人錦標賽，即獲亞軍，隨即被挑選加入香港青年隊，1989年開始代表香港出賽，先後三度出戰世界錦標賽；亞洲賽事方面，1992至1996年間連續五年代表香港出戰亞洲錦標賽，最佳成績隊際賽銀牌，個人最高亞洲排名第七位，亦曾於多個亞洲地區賽事打入三甲。
他在1996年退役前，已於1994年獲有線電視趙應春賞識，當上體育記者。至2013年因無綫電視開設網絡電視（現為myTV Super）時獲電視台邀請任體育總編輯及評述員而選擇跳槽。由於電視台削減體育節目資源，藝員部於是邀請崔轉當演員。現時既會任體育節目主持，又會參演電視劇集。也考獲田徑教練證書。他亦是一名合資格的足球教練。

## 演出作品

### 電視劇（無綫電視）
| 首播       | 劇名                  | 角色 |
| 2015年     | 實習天使              | 許栩 |
| 2016年     | 城寨英雄              | 拳證 |
| 2016年     | 愛·回家之八時入席     | 廚房部長（第141集） |
| 2016年     | 巨輪II                | 鄺Sir |
| 2016年     | 幕後玩家              | 陳叔叔 |
| 2017年     | 乘勝狙擊              | 黃Sir |
| 2017年     | 親親我好媽            | 謝志瑞 |
| 2017年     | 與諜同謀              | 李醫生 |
| 2017年     | 踩過界                | 新辯護大律師 |
| 2017年     | 老表，畢業喇！        | 戴頭文 |
| 2017年     | 誇世代                | 洪忠 |
| 2017年     | 溏心風暴3             | 沈沝之代表律師 |
| 2017年至今 | 愛·回家之開心速遞     | 劉德華（Andy）三嫲 (分飾)劉曉慶（大妹）(分飾)劉若英（二妹）(分飾)劉穎鏇（三妹）(分飾)劉嘉玲（四妹）(分飾)劉詩詩（五妹）(分飾)劉亦菲（六妹）(分飾)劉佩玥（七妹）(分飾)劉玉翠（八妹）(分飾) |
| 2018年     | 三個女人一個「因」    | 利盛強之好友 |
| 2018年     | 果欄中的江湖大嫂      | 馬評人 |
| 2018年     | 棟仁的時光            | 林少傑 |
| 2018年     | 逆緣                  | 法官 |
| 2018年     | 天命                  | 戴衢亨 |
| 2018年     | 跳躍生命線            | 高級消防隊長 |
| 2018年     | 是咁的，法官閣下      | 廖家駿 |
| 2018年     | 兄弟                  | 裁判 |
| 2019年     | 福爾摩師奶            | 掟口錢 |
| 2019年     | 十二傳說              | 羅球 |
| 2019年     | 她她她的少女時代      | 地產經紀 |
| 2019年     | 解決師                | 陸舜民醫生 |
| 2020年     | 丫鬟大聯盟            | 狗仔 |
| 2020年     | 黃金有罪              | 趙經理 |
| 2020年     | 大醬園                | 牛副官 |
| 2020年     | 法證先鋒IV            | 陳生 |
| 2020年     | 機場特警              | 趙興勇 |
| 2020年     | 十八年後的終極告白    | 醫生 |
| 2020年     | 殺手                  | 經理人 |
| 2020年     | 那些我愛過的人        | 譚醫生 |
| 2020年     | 反黑路人甲            | 學堂教官 |
| 2020年     | 過街英雄              | 花手下 |
| 2020年     | 木棘証人              | 劉警司 |
| 2020年     | 踩過界II              | 美清丈夫 |
| 2020年     | 香港愛情故事          | 陳漢明 |
| 2021年     | 失憶24小時            | 老闆 |
| 2021年     | 大步走                | 友正（Run Sir） |
| 2021年     | 伙記辦大事            | 警司 |
| 2021年     | 愛美麗狂想曲          | 經紀 |
| 2021年     | 逆天奇案              | 法官 |
| 2021年     | 寶寶大過天            | 保安 |
| 2021年     | 七公主                | 毛大狀 |
| 2021年     | 我家無難事            | 錢生 |
| 2021年     | 把關者們              | 陳校長 |
| 2021年     | 換命真相              | 馬Sir |
| 2021年     | 星空下的仁醫          | 聆訊小組主席 |
| 2021年     | 拳王                  | 觀眾拳館負責人 |
| 2021年     | 異搜店                | 林秋松 |
| 2022年     | 鐵拳英雄              | 惠父 |
| 2022年     | 金宵大廈2             | 金宵大廈保安 |
| 2022年     | 食腦喪Ｂ              | 道士 |
| 2022年     | 雙生陌生人            | Ivan |
| 2022年     | 十八年後的終極告白2.0 | 保安 |
| 2022年     | 回歸                  | 醫生 |
| 2022年     | 白色強人II            | 聯網總監 |
| 2022年     | 痞子殿下              | 客人編輯 |
| 2022年     | 美麗戰場              | 熊歌星 |
| 2022年     | 超能使者              | 醫生 |
| 2022年     | 法證先鋒V             | 金嚴 |
| 2022年     | 輕·功                 | 波記 |
| 2023年     | 有種好男人            | 劉Sir |
| 2023年     | 黃金萬両              | 當鋪摺貨 |
| 2023年     | 新四十二章            | 老闆 |
| 2023年     | 隱形戰隊              | 警察高層 |
| 2023年     | 法言人                | 大叔 |
| 2023年     | 隱門                  | 鄺醫生（Dr. Kwong） |
| 2023年     | 靈戲逼人              | 榮華父 |
| 2023年     | 寵愛Pet Pet           | 申 |
| 2023年     | 破毒強人              | 懲教署署長 |
| 2023年     | 羅密歐與祝英台        | John |
| 2023年     | 新聞女王              | |
| 2024年     | 旁觀者                | 社工 |
| 2024年     | 本尊就位              | |
| 2024年     | 再見·枕邊人           | |
| 2024年     | 婚後事                | |
| 2024年     | 逆天奇案2             | 鄭sir |
| 2024年     | 神耆小子              | |
| 2025年     | 痞子無間道            | 犯人 |
| 2025年     | 奪命提示              | 醫生 |
| 2025年     | 奪命提示              | 金主 |
| 2025年     | 虛擬情人              | 籃球教練 |
| 2025年     | 虛擬情人              | 大學教授 |
| 2025年     | 執法者們              | 衛錦超 |
| 未播映     | 死有對証              | |

### 節目主持（香港電台）
- 2021年：守下留情（嘉賓主持）

### 電影
- 1989年：中日南北和
- 2020年：拆彈專家2

### 網絡劇
- 2019年：PTU機動部隊 飾 報販

## 節目嘉賓
- 約1991年：鏗鏘集（關於三項鐵人生活專訪）
- 2016年：兄弟幫
- 2017年2月15日：今日VIP
- 2017年6月5日至今：輪證最前線（固定嘉賓）
- 2020年：體育新世界

## 廣告
- 2021年：環球大聯盟

## 外部連結
- 崔錦棠的新浪微博
- 崔錦棠的Instagram帳戶
- 崔錦棠的Facebook專頁